# Gaultheria itatiaiae
Gaultheria itatiaiae är en ljungväxtart som först beskrevs av Heinrich Wawra och Carl Georg Oscar Drude, och fick sitt nu gällande namn av Herman Otto Sleumer. Gaultheria itatiaiae ingår i släktet Gaultheria och familjen ljungväxter. Inga underarter finns listade i Catalogue of Life.